# Liste der Biografien/Schac
Liste der Biografien |
Portal Biografien |
Personensuche
# |
A |
B |
C |
D |
E |
F |
G |
H |
I |
J |
K |
L |
M |
N |
O |
P |
Q |
R |
S |
T |
U |
V |
W |
X |
Y |
Z |
?
 
Sa |
Sb |
Sc |
Sd |
Se |
Sf |
Sg |
Sh |
Si |
Sj |
Sk |
Sl |
Sm |
Sn |
So |
Sp |
Sq |
Sr |
Ss |
St |
Su |
Sv |
Sw |
Sy |
Sz
 
Sca–Sce |
Sch |
Sci–Scz
 
Scha |
Schc |
Schd |
Sche |
Schg |
Schi |
Schj |
Schk |
Schl |
Schm |
Schn |
Scho |
Schp |
Schr |
Schs |
Scht |
Schu |
Schv |
Schw |
Schy
 
Schaa |
Schab |
Schac |
Schad |
Schae |
Schaf |
Schag |
Schah |
Schai |
Schaj |
Schak |
Schal |
Scham |
Schan |
Schap |
Schaq |
Schar |
Schas |
Schat |
Schau |
Schav |
Schaw |
Schax |
Schay |
Schaz
Die Liste der Biografien führt alle Personen auf, die in der deutschsprachigen Wikipedia einen Artikel haben. Dieses ist eine Teilliste mit 262 Einträgen von Personen, deren Namen mit den Buchstaben „Schac“ beginnt.

## Schac

### Schach
- Schach von Wittenau, Albert (1794–1877), preußischer Generalleutnant, Kommandant von Danzig
- Schach von Wittenau, Leopold (1787–1862), preußischer Generalmajor, Kommandeur der 3. Kavallerie-Brigade
- Schach, Annika (* 1977), deutsche Sprachwissenschaftlerin und Hochschullehrerin
- Schach, Elasar Menachem (1898–2001), israelischer Politiker (Degel haTora) und ultraorthodoxer Rabbiner
- Schach, Fabius (* 1868), deutscher Zionist
- Schach, Gerhard (1906–1945), deutscher Politiker (NSDAP), MdR, MdL
- Schäch, Josef (* 1947), bayerischer Kommunalpolitiker und Unternehmer
- Schach, Mathias († 1515), Bischof von Salona, Weihbischof in Freising
- Schach, Max (1886–1957), Journalist und Filmproduzent
- Schach, Rainer (* 1951), deutscher Bauingenieur und Hochschullehrer
- Schachal, Mosche (* 1934), israelischer Politiker, Minister und Knesset-Abgeordneter
- Schachatuni, Jelisaweta (1911–2011), sowjetisch-ukrainische Luftfahrtingenieurin und Hochschullehrerin
- Schachbut bin Dhiyab, Scheich von Abu Dhabi (1793–1816)
- Schache, Anja (* 1977), deutsche Florettfechterin
- Schache, Elisabeth (1906–1999), deutsche Generalprokuratorin
- Schache, Lars (* 1976), deutscher Florettfechter
- Schache, Ruediger (* 1963), deutscher Autor und Coach
- Schäche, Wolfgang (* 1948), deutscher Architekturhistoriker, Experte für die Baugeschichte Berlins im Dritten Reich
- Schachenhofer, Anton (* 1962), österreichischer Kontrabassist
- Schachenmann, Christine (* 1940), Schweizer Kunstmalerin
- Schachenmayr, Alkuin Volker (* 1969), deutscher Priestermönch und Professor für Kirchengeschichte
- Schachenmeier, Hanna (1894–1985), deutsche Autorin von Kinderbüchern und Lyrikerin
- Schacher, Axel (* 1981), schweizerisch-französischer Violinist
- Schacher, Christoph Hartmann (1633–1690), deutscher Jurist
- Schächer, Erenbert Josef (1900–1974), österreichischer Klassischer Philologe
- Schacher, Felix H. (* 1980), deutscher Chemiker
- Schacher, Heinz (* 1917), deutscher Fußballtorwart
- Schacher, Johann Christoph (1667–1720), deutscher Rechtswissenschaftler
- Schacher, Marko (* 1970), deutscher Journalist, Kurator und Autor
- Schacher, Martin (* 1995), Schweizer Grasskiläufer
- Schacher, Peter (1898–1959), deutscher Politiker (CSU), Mitglied der Verfassunggebenden Landesversammlung in Bayern
- Schacher, Polycarp Friedrich (1715–1762), deutscher Mediziner und Professor an der Universität Leipzig
- Schacher, Polycarp Gottlieb (1674–1737), deutscher Mediziner
- Schacher, Quirinus (1597–1670), deutscher Rechtswissenschaftler
- Schacher, Rodolphe (* 1973), schweizerisch-französischer Komponist und Pianist
- Schacherl, Franz (1895–1943), österreichischer Architekt
- Schacherl, Max (1876–1964), österreichischer Psychiater
- Schacherl, Michael (1869–1939), österreichischer Politiker (SDAP), Landtagsabgeordneter, Abgeordneter zum Nationalrat
- Schachermair, Ignatius (1877–1970), Ordensgeistlicher, Abt des Benediktinerstiftes Kremsmünster
- Schachermayer, Heinz (1922–2007), österreichischer Unternehmer
- Schachermayer, Silvia (* 1983), österreichische Schönheitskönigin, Miss Austria 2004Silvia Schachermayer (* 1983)

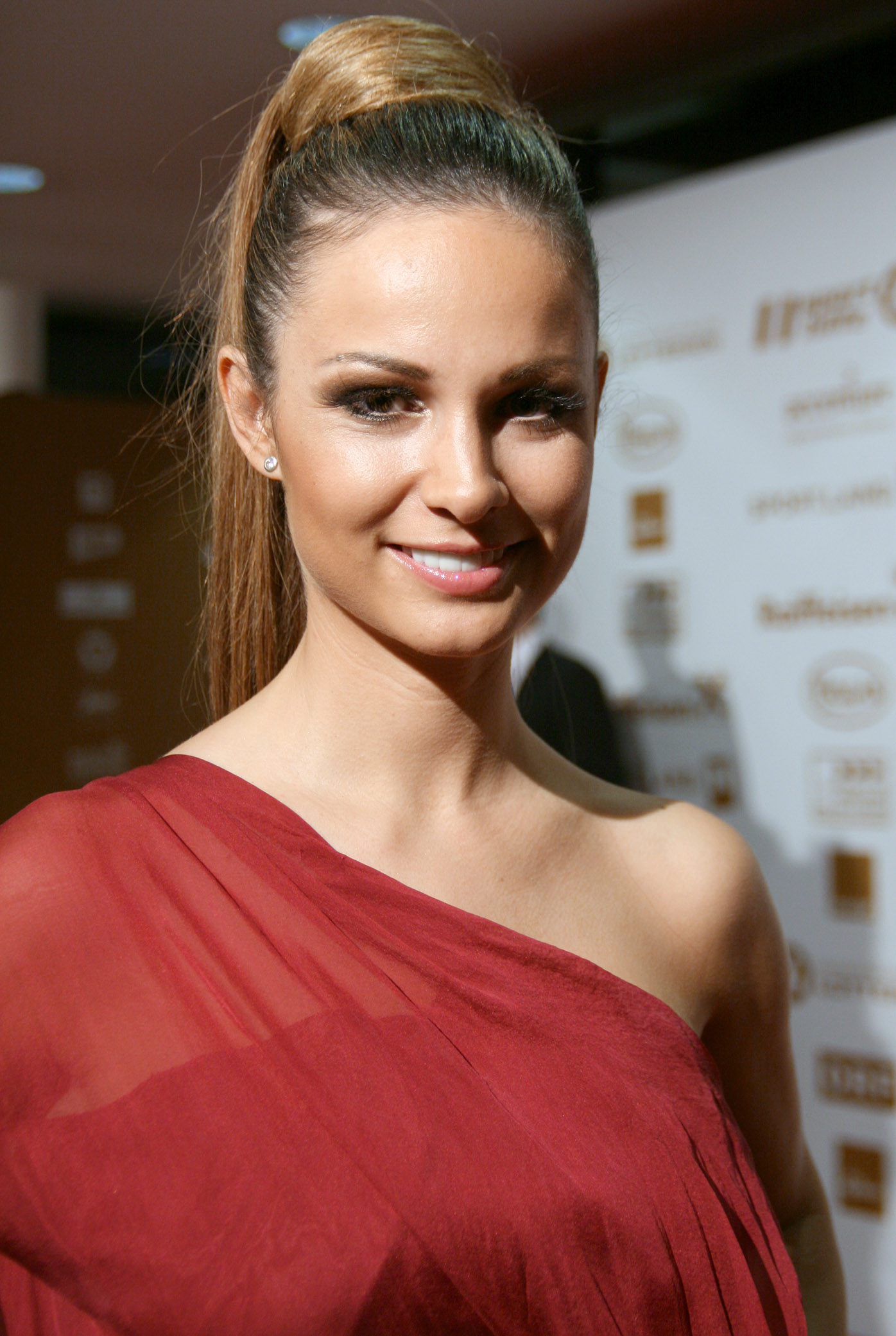
Silvia Schachermayer (* 1983)

- Schachermayer, Walter (* 1950), österreichischer Mathematiker
- Schachermayr, Michael (* 1994), österreichischer American-Football-Spieler
- Schachermeyr, Fritz (1895–1987), österreichischer Althistoriker
- Schacherreiter, Christian (* 1954), österreichischer Germanist, Autor und Literaturkritiker
- Schachidov, Magomed (* 1994), deutscher Boxer
- Schachinger, Elisabeth (1909–1998), deutsche Malerin, Illustratorin und Metallbildnerin
- Schachinger, Gabriel (1850–1912), deutscher Maler
- Schachinger, Georg (1843–1925), österreichischer Politiker
- Schachinger, Hans (1888–1952), österreichischer Maler
- Schachinger, Karl (1860–1919), österreichischer Politiker (CSP), Abgeordneter zum Nationalrat
- Schachinger, Marlen (* 1970), österreichische Autorin
- Schachinger, Norbert (1842–1922), österreichischer Prämonstratenser und Abt
- Schachinger, Norbert Maria (1897–1974), österreichischer römisch-katholischer Geistlicher, Benediktiner, Religionspädagoge, Autor und Ordensgründer
- Schachinger, Tonio (* 1992), österreichischer SchriftstellerTonio Schachinger (* 1992)

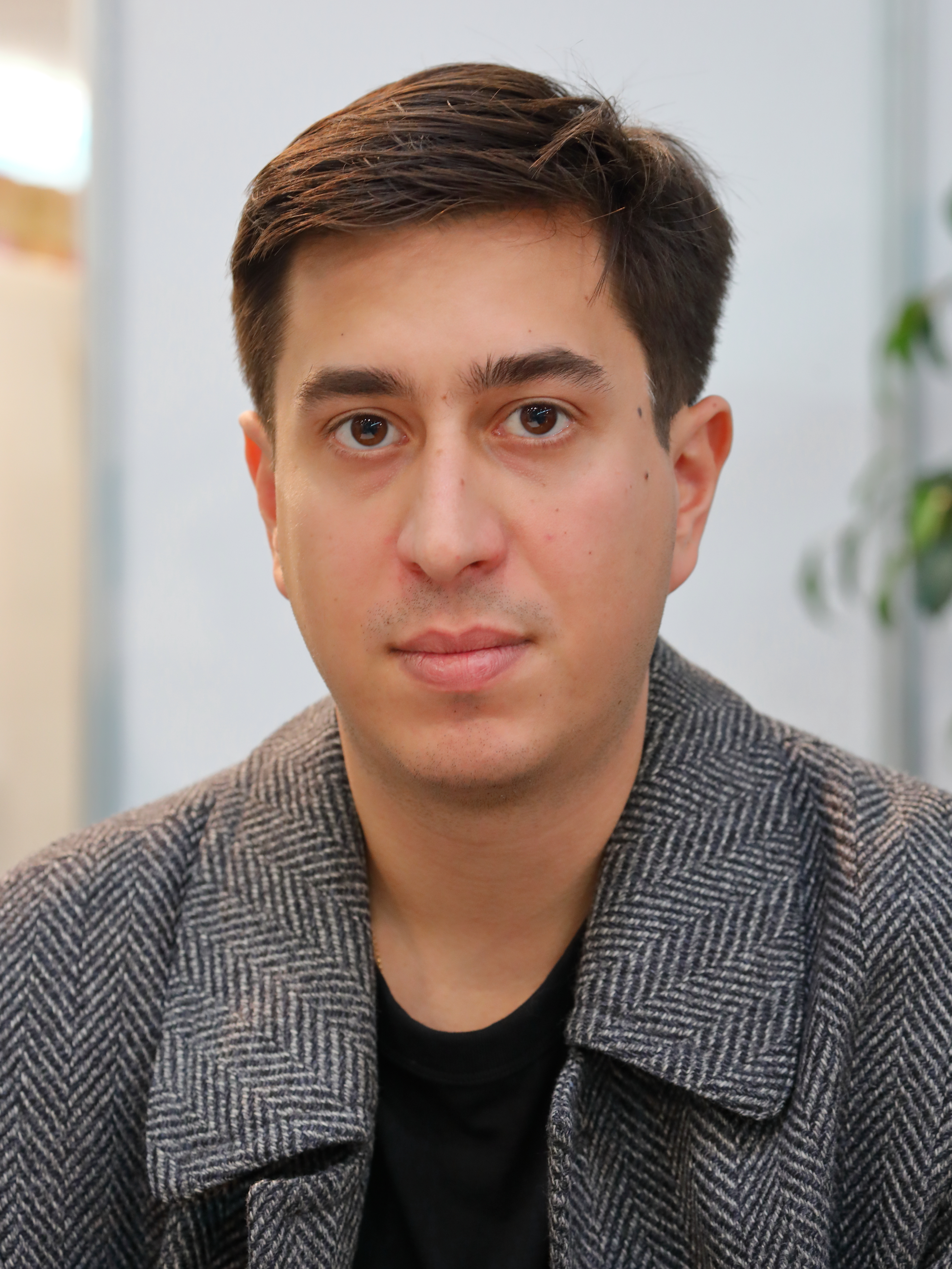
Tonio Schachinger (* 1992)

- Schachinger, Walter (1883–1962), deutscher Maler
- Schachinger, Wolfgang (* 1953), österreichischer Sachbuchautor
- Schachl, Hans (* 1949), österreichischer Pädagoge
- Schächl, Thomas (* 1966), österreichischer Schauspieler
- Schächle, Simon, liechtensteinischer Politiker (DpL)
- Schachleiter, Albanus (1861–1937), deutscher Abt des Prager Emausklosters und Anhänger der Nationalsozialismus
- Schachlin, Boris Anfijanowitsch (1932–2008), sowjetischer Kunstturner
- Schachmann, Adolf Ernst von (1642–1728), kursächsischer Generalmajor sowie Herr auf Königshayn und Ober-Linda
- Schachmann, Bartholomäus (1559–1614), deutscher Forschungsreisender, Kunstsammler und Bürgermeister von Danzig
- Schachmann, Carl Adolph Gottlob von (1725–1789), deutscher Gutsbesitzer, Naturforscher, Maler und Numismatiker
- Schachmann, Maximilian (* 1994), deutscher RadrennfahrerMaximilian Schachmann (* 1994)

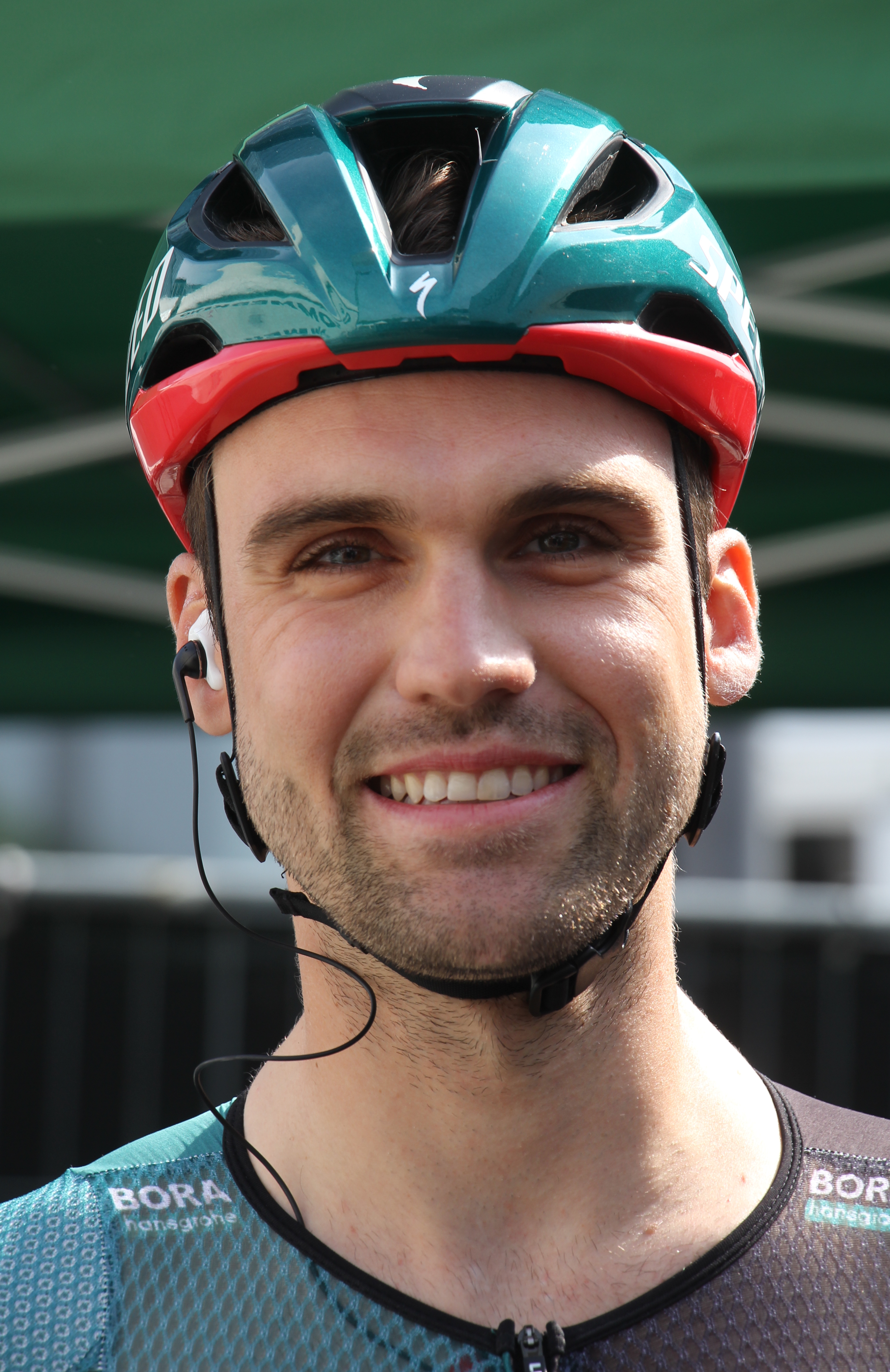
Maximilian Schachmann (* 1994)

- Schachmatow, Alexei Alexandrowitsch (1864–1920), russischer Sprachwissenschaftler
- Schachmeister, Efim (1894–1944), russischer Geiger und Tanzkapellenleiter
- Schachmetow, Marat (* 1989), kasachischer Fußballspieler
- Schachmuradow, Juri (* 1942), sowjetischer Ringer
- Schachmuratow, Safar (* 1995), kirgisischer Biathlet
- Schachnasarow, Georgi Chosrojewitsch (1924–2001), sowjetischer bzw. russischer Politologe
- Schachnasarow, Karen Georgijewitsch (* 1952), russischer Filmregisseur, Produzent und Drehbuchautor
- Schachne, Clara Caroline (1858–1942), deutsche Schriftstellerin und Journalistin
- Schachne, Lucie (1918–2005), deutsch-britische Journalistin und Autorin jüdischer Herkunft
- Schachner Camartin, Melitta (* 1943), deutsche Biochemikerin
- Schachner, Adolf (* 1941), österreichischer Politiker (SPÖ), Mitglied des Bundesrates
- Schachner, Andreas (* 1967), deutscher Vorderasiatischer Archäologe
- Schachner, Benno (1902–1987), deutscher Architekt
- Schachner, Bernhard (* 1986), österreichischer Fußballspieler
- Schachner, Dagobert, deutscher Hockeyspieler
- Schachner, Doris (1904–1988), deutsche Mineralogin und Ehrensenatorin der RWTH Aachen
- Schachner, Franz (* 1950), österreichischer Rennrodler
- Schachner, Friedrich (1841–1907), österreichischer Architekt des Historismus
- Schachner, Horst (* 1962), österreichischer Politiker (SPÖ), Mitglied des Bundesrates
- Schachner, Nathan (1895–1955), amerikanischer Schriftsteller
- Schachner, Richard (1873–1936), deutscher Architekt, Münchner Baubeamter und Hochschullehrer
- Schachner, Rudolph (1816–1896), deutscher Pianist und Komponist
- Schachner, Sarah (* 1988), amerikanische Komponistin
- Schachner, Therese (1869–1950), österreichische Malerin
- Schachner, Walter (* 1957), österreichischer Fußballspieler und -trainerWalter Schachner (* 1957)

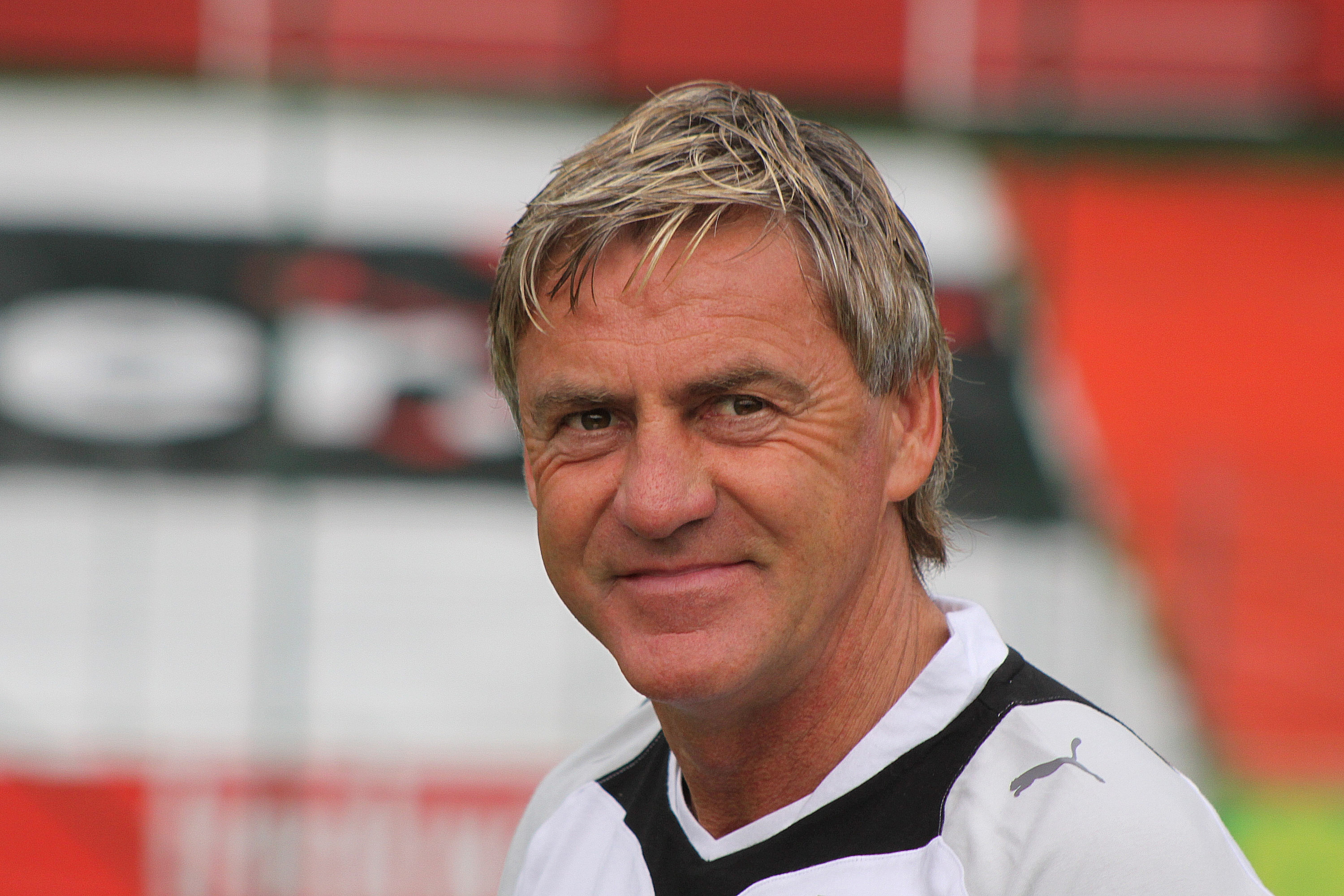
Walter Schachner (* 1957)

- Schachner-Blazizek, Alfred (1912–1970), österreichischer Politiker, Landeshauptmann-Stellvertreter der Steiermark
- Schachner-Blazizek, Peter (* 1942), österreichischer Politiker, Landeshauptmann-Stellvertreter der Steiermark
- Schachnowitz, Selig (1874–1952), Publizist und Chasan
- Schachor, Benjamin (1916–1979), israelischer Politiker
- Schachotko, Ljudmila Petrowna (1940–2016), belarussische Demografin, Wirtschaftswissenschaftlerin, Soziologin und Geographin
- Schachow, Felix Nikolajewitsch (1894–1971), russisch-sowjetischer Geologe und Hochschullehrer
- Schachow, Jewhen (* 1962), sowjetisch-ukrainischer Fußballspieler
- Schachowskaja, Jewgenija Michailowna (1889–1920), russische Flugpionierin
- Schachowskaja, Natalija Nikolajewna (1935–2017), sowjetisch-russische Cellistin und Hochschullehrerin
- Schachowskoi, Alexei Iwanowitsch (1821–1900), russischer Fürst, General und Waffensammler aus dem Geschlecht der Schachowskoi
- Schachowskoi, Jakow Petrowitsch (1705–1777), russischer Offizier, Staatsbeamter und Politiker
- Schachowskoi, Sergei Wladimirowitsch (1852–1894), russischer Diplomat
- Schachowskoi-Glebow-Streschnew, Michail Walentinowitsch (1836–1892), russischer Generalleutnant und Gouverneur
- Schachrai, Sergei Michailowitsch (* 1956), russischer Jurist, Staatsrechtler und Hochschullehrer
- Schachrai, Sergei Semjonowitsch (* 1958), sowjetischer Eiskunstläufer
- Schachrajtschuk, Anhelina (* 1999), ukrainische Tennisspielerin
- Schachrajtschuk, Wadym (* 1974), ukrainischer Eishockeyspieler
- Schacht, Andrea (1956–2017), deutsche Schriftstellerin
- Schacht, Andrew (* 1973), australischer Beachvolleyballspieler
- Schacht, Burkhard, deutscher Fußballtrainer
- Schacht, Christian (* 1976), deutscher Leichtathlet
- Schacht, Claus-Dieter (* 1955), deutscher Kommunalpolitiker (SPD), Bürgermeister von Hemmingen
- Schacht, Dietmar (* 1962), deutscher Fußballspieler und -trainerDietmar Schacht (* 1962)

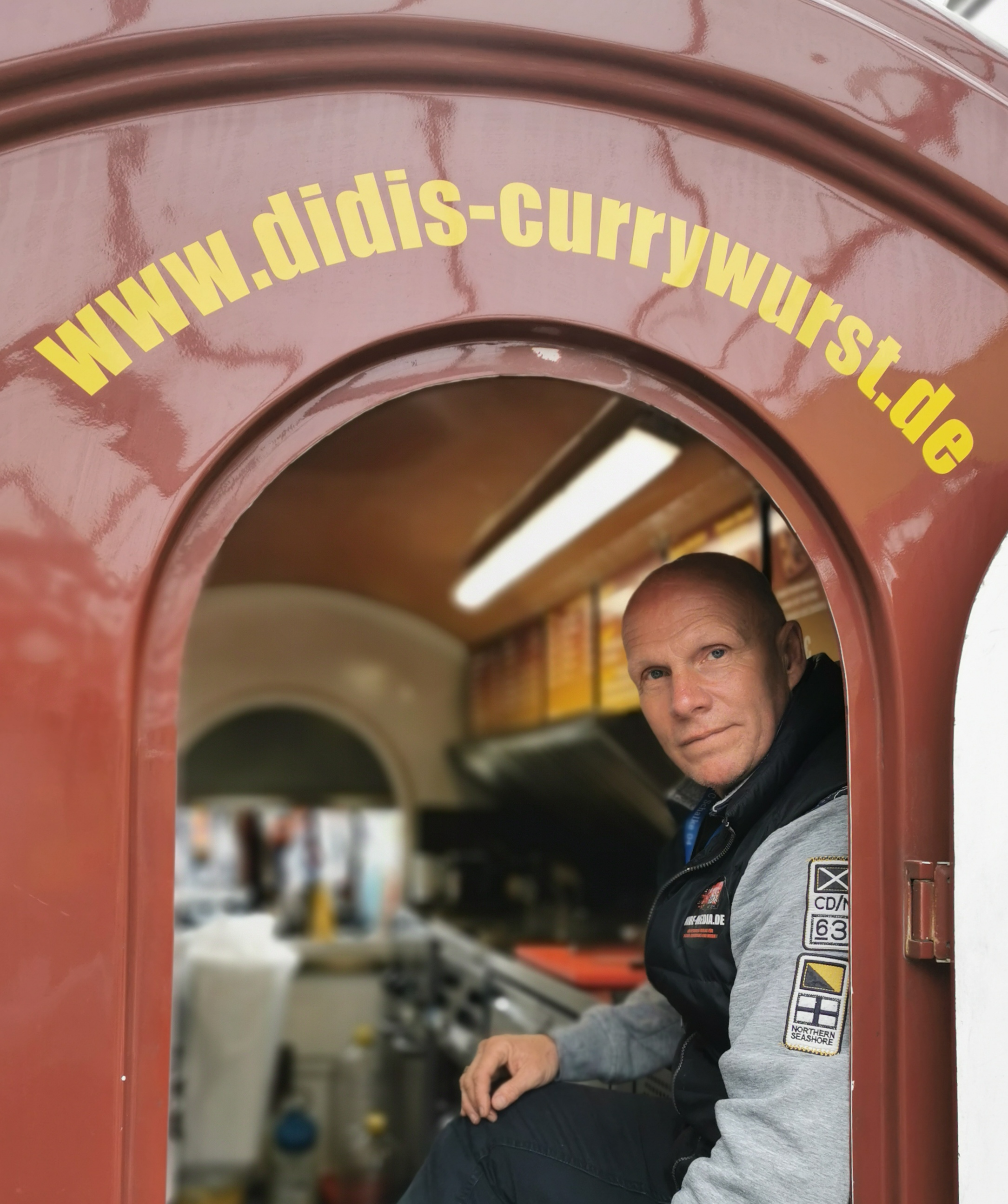
Dietmar Schacht (* 1962)

- Schacht, Eduard (1864–1893), deutscher Theater-Schauspieler und -Stücke-Schreiber
- Schacht, Elisabeth (* 1958), deutsche Mittelstreckenläuferin
- Schacht, Ernst (1932–2011), deutscher Fußballfunktionär
- Schacht, Ernst (1953–2008), deutscher evangelisch-lutherischer Bischof
- Schacht, Falk (* 1974), deutscher Musikjournalist, Moderator und Hip-Hop-Musiker
- Schacht, Georg (* 1820), deutscher Zeitungsredakteur und Politiker (NLP), MdR
- Schacht, Gerhard (1916–1972), deutscher Luftwaffenoffizier und Militärattaché
- Schacht, Günther (1929–2012), deutscher Gewerkschafter und Politiker (CDU), MdL
- Schacht, Gustav (1875–1922), deutscher Manager der Papierindustrie
- Schacht, Harro (1907–1943), deutscher Marineoffizier, zuletzt Fregattenkapitän sowie U-Boot-Kommandant im Zweiten Weltkrieg
- Schacht, Heinrich († 1654), Jesuit
- Schacht, Heinrich (1817–1863), deutscher Schriftsteller
- Schacht, Heinrich (1840–1912), deutscher Vogelkundler
- Schacht, Heinz (1909–1987), deutscher Schauspieler, Hörspielsprecher und Bühnenautor
- Schacht, Hermann (1814–1864), deutscher Botaniker
- Schacht, Hjalmar (1877–1970), deutscher Politiker, Bankier, Minister und ReichsbankpräsidentHjalmar Schacht (1877–1970)

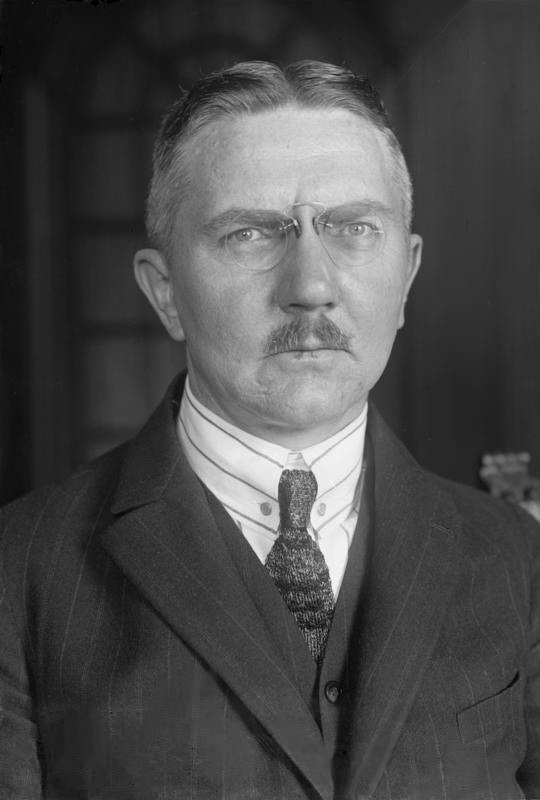
Hjalmar Schacht (1877–1970)

- Schacht, Horand (1908–1972), deutscher Historiker und NS-Funktionär
- Schacht, Johann Henrik von (1709–1780), königlich dänischer Generalmajor, zuletzt Chef des 2. Berghuser National Infanterie-Regiments
- Schacht, Johann Hermann (1725–1805), deutscher reformierter Theologe
- Schacht, Joseph (1902–1969), deutsch-britischer Orientalist, Hochschullehrer
- Schacht, Julia (* 1982), norwegische Schauspielerin
- Schacht, Kade (1951–2011), deutscher Journalist, Buchautor, Übersetzer, Hörspielautor und Maler
- Schacht, Karen (1900–1987), deutsche Malerin
- Schacht, Konrad (* 1943), deutscher Sozialwissenschaftler und Ministerialbeamter
- Schacht, Lucas (1634–1689), niederländischer Mediziner
- Schacht, Martin (* 1965), deutscher Autor, Journalist und Regisseur
- Schacht, Mathias (* 1977), deutscher Mathematiker
- Schacht, Mathilde († 1941), deutsche Theaterschauspielerin und Soubrette
- Schacht, Michael (1941–2022), deutscher Theaterschauspieler und Hörspielsprecher
- Schacht, Michael (* 1964), deutscher Spieleautor
- Schacht, Peter (1901–1945), deutscher Komponist
- Schacht, Ramona (* 1989), deutsche Künstlerin und Fotografin
- Schacht, Renate (1921–1974), deutsche Schauspielerin
- Schacht, Roland (1888–1961), deutscher Filmkritiker und Drehbuchautor
- Schacht, Sven (1902–1944), deutscher Journalist und NS-Opfer
- Schacht, Theodor (1786–1870), deutscher Pädagoge und Schulpolitiker
- Schacht, Theodor von (1748–1823), deutscher Komponist
- Schacht, Ulrich (1951–2018), deutscher Schriftsteller und JournalistUlrich Schacht (1951–2018)

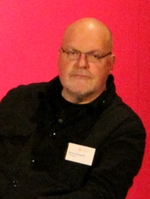
Ulrich Schacht (1951–2018)

- Schacht, Ulrich (* 1956), deutscher Politiker (CDU), MdL
- Schacht, Valentin (1540–1607), deutscher Theologe und Hochschullehrer
- Schacht, Walter (* 1893), deutscher Gebrauchsgrafiker
- Schacht, Wilhelm (1903–2001), deutscher Botaniker, Gärtner, Fotograf und Autor
- Schachtachtinski, Togrul (1925–2010), aserbaidschanischer Chemiker
- Schachtebeck, Heinrich (1886–1965), deutscher Geiger, Dirigent und Hochschullehrer
- Schachtel, Ernest G. (1903–1975), deutsch-amerikanischer Jurist, Rechtsanwalt und Psychoanalytiker
- Schächtele, Kai (* 1974), deutscher Journalist und Autor
- Schächtele, Traugott (* 1957), evangelischer Theologe, Prälat der Evangelischen Landeskirche in Baden
- Schächtelin, Franz (1680–1747), deutscher Benediktiner, Abt und Fürstabt des Klosters St. Blasien
- Schachten, Carl von und zu (1788–1866), Erbkämmerer und Mitglied der kurhessischen Ständeversammlung
- Schachten, Dietrich von († 1503), deutscher Autor
- Schachten, Georg von und zu (1796–1868), Gesandter und Mitglied der kurhessischen Ständeversammlung
- Schachten, Sebastian (* 1984), deutscher FußballspielerSebastian Schachten (* 1984)

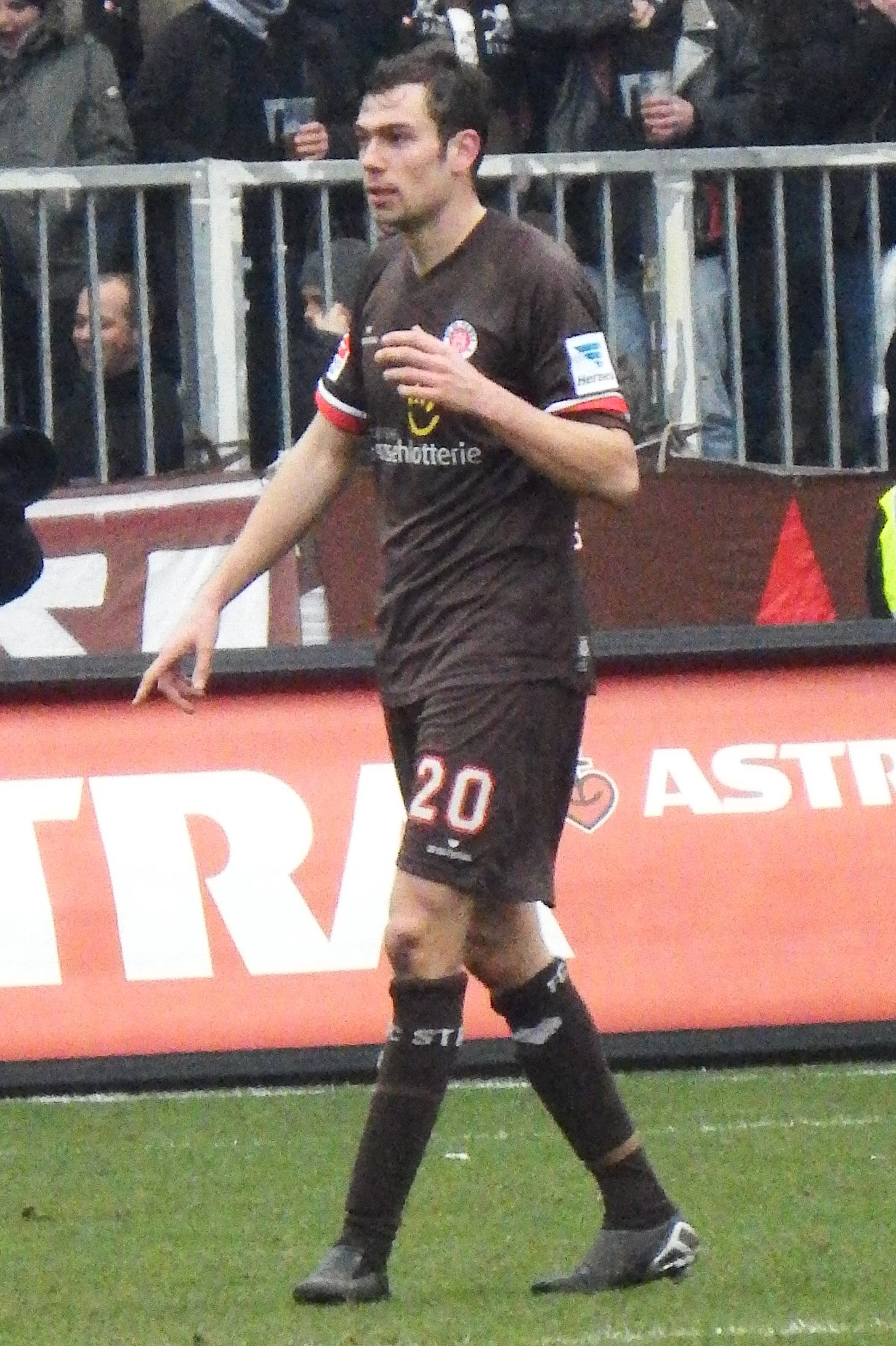
Sebastian Schachten (* 1984)

- Schachten, Werner (* 1954), deutscher Fußballspieler
- Schachten, Wilhelm von († 1553), landgräflich-hessischer Rat und Marschall
- Schachter, Carl (* 1932), US-amerikanischer Musiktheoretiker und -pädagoge
- Schächter, Daniela (* 1972), italienische Jazzmusikerin (Piano, Gesang)
- Schächter, Friedrich (1924–2002), österreichischer Erfinder
- Schächter, Jonathan (* 1982), Schweizer Moderator
- Schächter, Josef (1901–1994), österreichischer Rabbiner, Philosoph und Teilnehmer des Wiener Kreises (1925–1936)
- Schächter, Markus (* 1949), deutscher Journalist und Intendant des ZDFMarkus Schächter (* 1949)

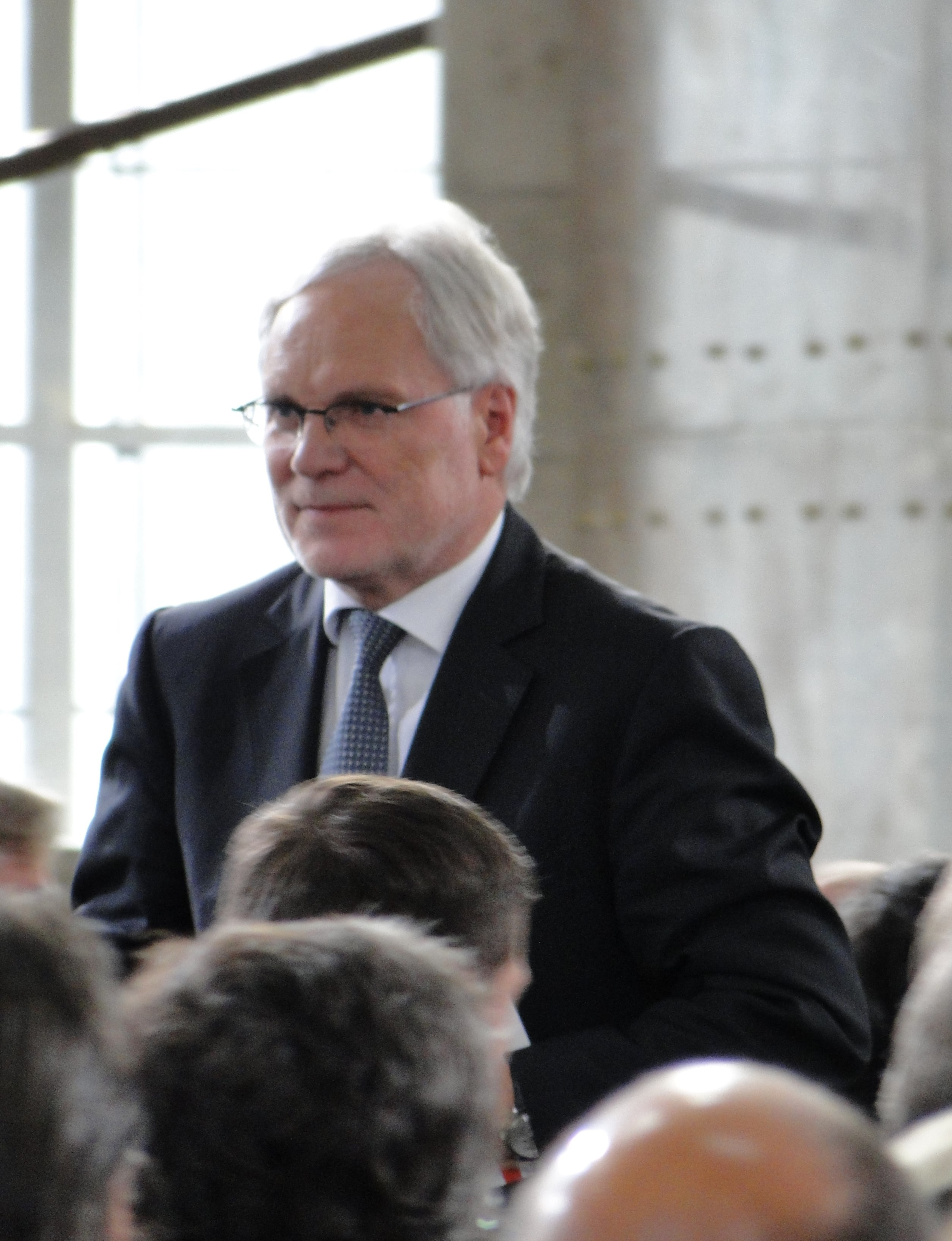
Markus Schächter (* 1949)

- Schachter, Melville (1920–2000), kanadischer Mediziner
- Schachter, Norm (1914–2004), US-amerikanischer Schiedsrichter im American Football
- Schachter, Oscar (1915–2003), US-amerikanischer Jurist
- Schächter, Rafael (1905–1945), tschechoslowakischer Pianist, Komponist und Dirigent
- Schachter, Ricky Kanee (1918–2007), kanadische Dermatologin und Hochschullehrerin
- Schächter, Robert (* 1958), österreichischer Unternehmer
- Schachter, Sam (* 1990), kanadischer Beachvolleyballspieler
- Schachter, Stanley (1922–1997), US-amerikanischer Sozialpsychologe und Hochschullehrer
- Schachter-Shalomi, Zalman (1924–2014), US-amerikanischer Vertreter der Jewish Renewal-Bewegung
- Schachthöfer, Gero (1948–2024), deutscher Brigadegeneral der Luftwaffe der Bundeswehr
- Schachtitz, Walter (1887–1979), österreichischer Wasserballspieler
- Schachtmeyer, Hans von (1816–1897), preußischer General der Infanterie
- Schachtmeyer, Johann Heinrich von (1782–1847), preußischer Generalmajor
- Schachtmeyer, Konstantin von (1826–1917), preußischer Generalmajor
- Schachtner, Benno (* 1984), deutscher Opernsänger (Countertenor)
- Schachtner, Christian (* 1984), deutscher Verwaltungswissenschaftler und Hochschullehrer
- Schachtner, Christina (* 1948), deutsche Soziologin und Hochschullehrerin
- Schachtner, Hans-Ulrich (* 1944), deutscher Psychologe und Autor
- Schachtner, Heinz (1920–2014), deutscher Trompeter, Komponist und Schriftsteller
- Schachtner, Joachim (* 1963), deutscher Biologe und politischer Beamter (SPD)
- Schachtner, Johannes X. (* 1985), deutscher Dirigent und KomponistJohannes X. Schachtner (* 1985)

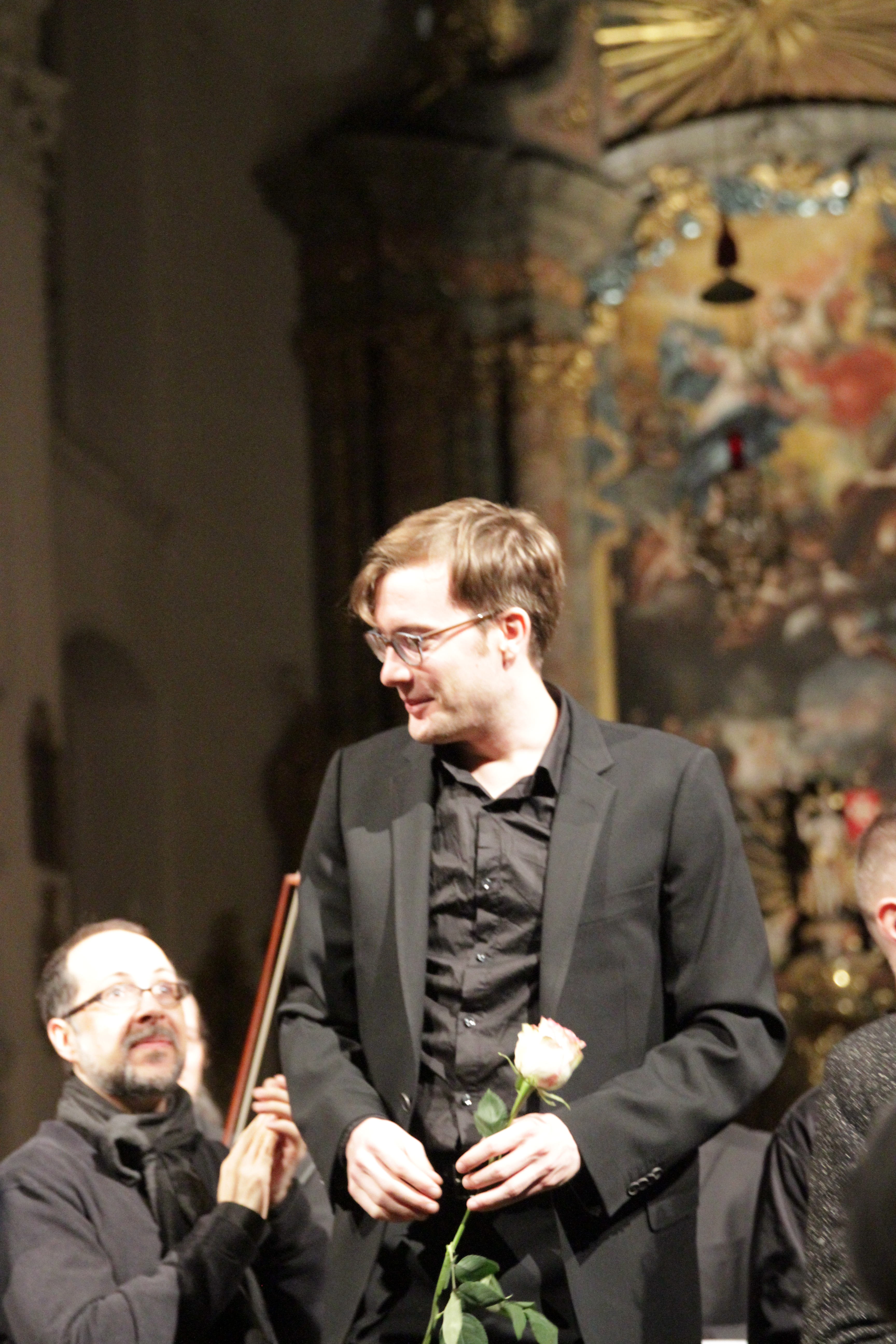
Johannes X. Schachtner (* 1985)

- Schachtner, Josef Alois (1758–1830), österreichischer apostolischer Feldvikar
- Schachtrupp, Johann Georg Wilhelm (1801–1864), deutscher Bleiweißfabrikant
- Schachtschabel, Hans Georg (1914–1993), deutscher Politiker (SPD), MdB, MdEP
- Schachtschabel, Paul (1904–1998), deutscher Bodenkundler
- Schachtschneider, Andreas (* 1961), deutscher Politiker (CDU, Freie Wähler)
- Schachtschneider, Herbert (1919–2008), deutscher Opernsänger (Tenor)
- Schachtschneider, Ingo (* 1959), deutscher rechtsextremer Politiker (DVU, DLVH), MdL
- Schachtschneider, Karl Albrecht (* 1940), deutscher Staatsrechtler und politischer Aktivist
- Schachtschneider, Lisa Maria, deutsche Pianistin und Pädagogin
- Schachtsiek, Dirk (* 1965), deutscher Faustballer
- Schachtzabel, Alfred (1887–1981), deutscher Ethnologe
- Schachtzabel, Emil (1850–1941), deutscher Verwaltungsbeamter und Taubenzüchter
- Schachurin, Alexei Iwanowitsch (1904–1975), sowjetischer Politiker, Minister für Luftfahrt

### Schack

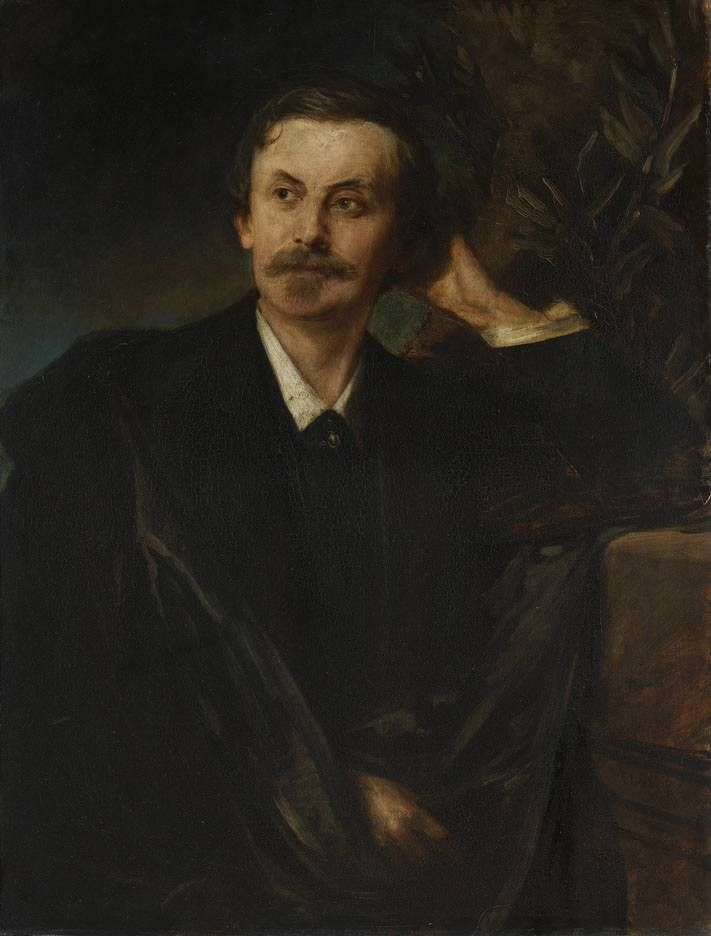
Adolf Friedrich von Schack (1815–1894)

- Schack, Adolf Friedrich von (1815–1894), deutscher Dichter, Kunst- und LiteraturhistorikerAdolf Friedrich von Schack (1815–1894)
- Schack, Adolf Friedrich von (1888–1945), deutscher Offizier und Widerstandskämpfer
- Schack, Alfred (1895–1978), deutscher Erfinder und Unternehmer
- Schack, August von (1793–1864), preußischer Generalmajor, erster Adjutant des Prinzen Wilhelm von Preußen
- Schack, Barbara (1873–1958), tschechoslowakische sozialdemokratische Politikerin
- Schack, Benedikt (1758–1826), österreichischer Opernsänger (Tenor) und Komponist
- Schack, Christoph von (1780–1852), mecklenburgischer Gutsbesitzer und Diplomat
- Schack, Eckhard von (1879–1961), deutscher Diplomat
- Schack, Erik (* 1938), dänischer Richter
- Schack, Ferdinand von (1787–1846), preußischer Generalmajor und Kommandeur der 7. Kavallerie-Brigade sowie Erbherr auf Treten
- Schack, Friedrich (1886–1978), deutscher Jurist und Hochschullehrer
- Schack, Friedrich August von (1818–1870), preußischer Oberst
- Schack, Friedrich Ludwig von (1747–1829), preußischer Generalmajor
- Schack, Friedrich Otto (1841–1922), deutscher reformierter Theologe und Superintendent
- Schack, Friedrich-August (1892–1968), deutscher General der Infanterie im Zweiten Weltkrieg
- Schack, Gerhard (1929–2007), deutscher Kunstsammler
- Schack, Günther (1917–2003), deutscher Pilot im Zweiten Weltkrieg
- Schack, Haimo (* 1952), deutscher Jurist
- Schack, Hans von (1609–1676), dänischer Reichsfeldherr
- Schack, Hans von (1853–1934), preußischer Generalleutnant
- Schack, Hans Wilhelm von (1791–1866), preußischer General der Infanterie und Generalgouverneur der unter preußischer Verwaltung stehenden sächsischen Länder
- Schack, Hans Woldemar (1878–1946), deutscher Botaniker, Jurist und Politiker
- Schack, Hans-Christian (1942–2012), deutscher Politiker (SPD)
- Schack, Hartwig Asch von (1685–1734), deutsch-dänischer Generalmajor und Träger des Dannebrog-Ordens
- Schack, Hartwig von (1728–1809), preußischer Generalmajor und Kommandant von Würzburg
- Schack, Herbert (1893–1982), deutscher Volkswirtschaftsprofessor
- Schack, Jenny (* 1981), deutsche Politikerin (CSU), MdL, und Journalistin
- Schack, Johann (1661–1714), deutscher Rechtsgelehrter und Hochschullehrer
- Schack, Max von (1853–1924), preußischer General der Infanterie
- Schack, Otto (1864–1945), sächsischer Generalmajor
- Schack, Otto (* 1937), deutscher Maler
- Schack, Otto Friedrich Ludwig von (1763–1815), preußischer Offizier der Gens d’armes und literarische Figur
- Schack, Otto Friedrich von (1668–1751), holländischer Generalleutnant und zuletzt Kommandeur der gesamten Kavallerie der Vereinigten Niederlande
- Schack, Otto Wilhelm Christian von (1731–1781), preußischer Offizier und Chef eines Freibataillons
- Schack, Philipp (1967–2006), deutscher Maler
- Schack, Ramon (* 1971), deutscher Polit-JournalistRamon Schack (* 1971)

Ramon Schack (* 1971)

- Schack, Sebastian (* 1985), deutscher Journalist und Autor
- Schack, Thomas (* 1962), deutscher Psychologe und Sportwissenschaftler
- Schäck, Thore (* 1985), deutscher Betriebswirt und Politiker (FDP), MdBBThore Schäck (* 1985)

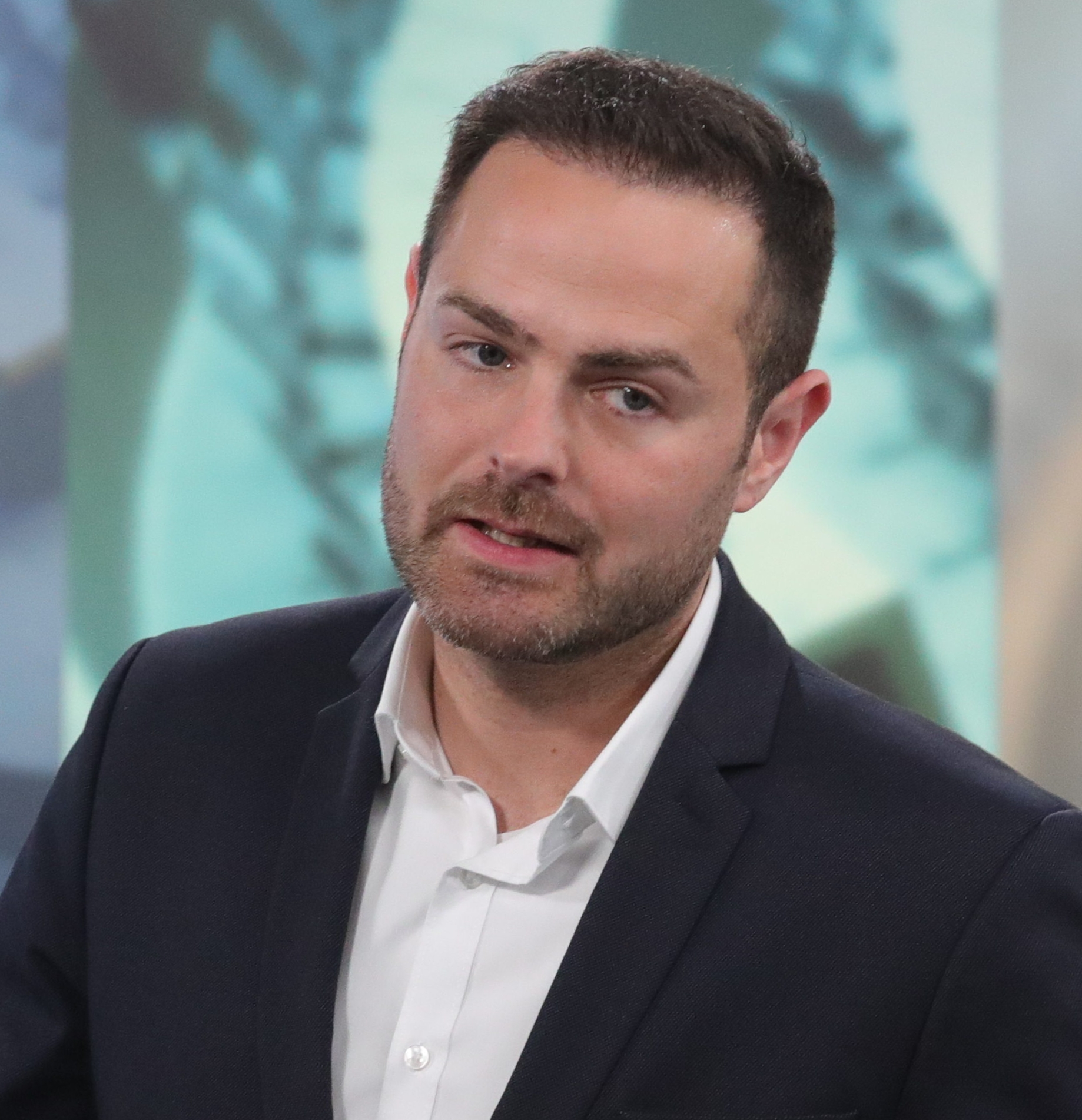
Thore Schäck (* 1985)

- Schack, Ulrich von (1853–1923), mecklenburgischer Rittergutsbesitzer und Landrat
- Schack, Wilhelm (1860–1920), deutscher Vizeadmiral der Kaiserlichen Marine
- Schack, Wilhelm (1869–1944), deutscher Kaufmann, Schriftsteller, Politiker, MdHB, MdR
- Schack, Wilhelm Georg von (1751–1827), preußischer Generalmajor und Gouverneur des Prinzen Wilhelm von Preußen
- Schack, Wilhelm von (1786–1831), preußischer Generalmajor
- Schack, Wilhelmine Auguste von (1826–1853), deutsche Zeichnerin in der Zeit des späten Biedermeiers
- Schack-Schackenburg, Hans von (1852–1905), dänisch-deutscher Adliger und Ägyptologe
- Schacker, Dale (* 1952), US-amerikanischer Komponist
- Schäcker, Peter (1920–1991), deutscher Journalist
- Schackert, Georg († 1875), bayrischer Jurist
- Schackmann-Fallis, Karl-Peter (* 1954), deutscher Ökonom und Staatssekretär
- Schackow, Albrecht (1907–1994), deutscher Jurist und Bankmanager
- Schacky, Siegmund von (1850–1913), bayerischer Verwaltungsbeamter, Vorstand des Königlichen Bezirksamtes München

### Schacr
- Schacre, Jean-Baptiste (1808–1876), französischer Zeichner und Architekt

### Schact
- Schacter, Daniel L. (* 1952), US-amerikanischer Psychologe